# Cestrum haberi
Cestrum haberi är en potatisväxtart som beskrevs av A.K.Monro. Cestrum haberi ingår i släktet Cestrum och familjen potatisväxter. Inga underarter finns listade i Catalogue of Life.